# 長伸高鐵介
長伸高鐵介（学名：Ferricythere oblonga）为荊花介科高鐵介屬下的一个种。